# Équipe cycliste Domin Sport
L'équipe cycliste Domin Sport est une formation polonaise de cyclisme. créée en 2013 et ayant le statut d'équipe continentale depuis ses débuts.

## Principales victoires
- Course de Solidarność et des champions olympiques : Kamil Zieliński (2014)
- Mémorial Andrzej Trochanowski : Mateusz Nowak (2015)
- Korona Kocich Gór : Mateusz Komar (2016)
- Visegrad 4 Bicycle Race-GP Kerékpárverseny : Kamil Zieliński (2017)
- Tour de Bohême de l'Est : Kamil Zieliński (2017)
- Visegrad 4 Bicycle Race-GP Polski : Kamil Zieliński (2017)

## Classements UCI
À partir de 2013, l'équipe participe principalement aux épreuves de l'UCI Europe Tour. Le tableau ci-dessous présente les classements de l'équipe sur les différents circuits continentaux, ainsi que son meilleur coureur au classement individuel.
UCI Europe Tour
| Saison | Classement par équipes | Meilleur coureur au classement individuel |
| ------ | ---------------------- | ----------------------------------------- |
| 2013   | 85e                    | Kamil Zieliński (359e)                    |
| 2014   | 50e                    | Kamil Zieliński (75e)                     |
| 2015   | 68e                    | Mateusz Nowak (195e)                      |
| 2016   | 76e                    | Artur Detko (580e)                        |
| 2017   | 48e                    | Kamil Zieliński (135e)                    |

## Domin Sport en 2017[1]

### Victoires
| Date | Course | Pays | Classe | Vainqueur |
| ---- | ------ | ---- | ------ | --------- |